# Hidemitsu Tanaka
Hidemitsu Tanaka (1913-1949) foi um aclamado romancista do gênero buraiha no período Shōwa do Japão